# Reprezentacja Słowacji na Mistrzostwach Europy w Wioślarstwie 2010
Reprezentacja Słowacji na Mistrzostwach Europy w Wioślarstwie 2010 liczyła 2 sportowców. Najlepszym wynikiem było 3. miejsce w jedynce wagi lekkiej mężczyzn.

## Medale

### Złote medale
Brak

### Srebrne medale
Brak

### Brązowe medale
jedynka wagi lekkiej (LM1x): Lukáš Babač – 3. miejsce

## Wyniki

### Konkurencje mężczyzn
- jedynka wagi lekkiej (LM1x): Lukáš Babač – 3. miejsce

### Konkurencje kobiet
- jedynka wagi lekkiej (LW1x): Barbora Sagová – 9. miejsce